# Черри, Эдвард Колин
Эдвард Колин Черри (англ. Edward Colin Cherry; 1914—1979) — британский учёный, изучавший селективное внимание.

## Биография
Эдвард Черри получил образование в школе Сент-Олбанс и Политехническом в Нортгемптон, получил степень бакалавра в 1936 году. После Второй мировой войны, в ходе которой он работал над радаром для британского Министерства авиационной промышленности, он преподавал в Манчестере, а затем в Имперском колледже в Лондоне. Он был удостоен звания доктора наук в 1956 году. В 1968 году назначен на кафедру телекоммуникаций в Имперском колледже.

## Научная деятельность
Основная область изучения: слуховое восприятие и внимание, в частности, им описан феномен вечеринки с коктейлем, касающийся возможности человека вычленять определённый разговор, когда ему мешают другие слуховые раздражители (звуки, шумы и прочее). Для этого он надевал на испытуемого наушники и передавал разные сообщения в левое и правое ухо (см. Дихотическое прослушивание), сопровождая их шумами. Подопытному нужно было вычленить только одно сообщение.
Эдвард Черри обнаружил, что смысловая информация не так важна для восприятия, как физические характеристики голоса. Именно их человек использует для того, чтобы выбрать на что обратить внимание.

## Научные работы
- Cherry, Colin. The Age of Access - Information Technology and Social Revolution (англ.) / William Edmondson. — Croom Helm, 1985. — ISBN 0709934580.
- Cherry, Colin. On human communication (неопр.). — MIT Press, 1966.
- Cherry, Colin. Pulses and transients in communication circuits: an introduction to network transient analysis for television an radar engineers (англ.). — Chapman & Hall, 1949.